# Phyllomacromia africana
Phyllomacromia africana är en trollsländeart som först beskrevs av Selys 1871.  Phyllomacromia africana ingår i släktet Phyllomacromia och familjen skimmertrollsländor. IUCN kategoriserar arten globalt som livskraftig. Inga underarter finns listade i Catalogue of Life.